# Мейар (Алье)
Мейа́р (фр. Meillard) — коммуна во Франции, находится в регионе Овернь. Департамент коммуны — Алье. Входит в состав кантона Ле-Монте. Округ коммуны — Мулен.
Код INSEE коммуны — 03169.

## Население
Население коммуны на 2008 год составляло 244 человека.
| 1962 | 1968 | 1975 | 1982 | 1990 | 1999 | 2008 |
| ---- | ---- | ---- | ---- | ---- | ---- | ---- |
| 304  | 342  | 340  | 300  | 280  | 280  | 244  |

## Экономика
Основной экономической деятельностью является виноделие.
В 2007 году среди 155 человек в трудоспособном возрасте (15—64 лет) 113 были экономически активными, 42 — неактивными (показатель активности — 72,9 %, в 1999 году было 68,0 %). Из 113 активных работали 103 человека (56 мужчин и 47 женщин), безработных было 10 (3 мужчин и 7 женщин). Среди 42 неактивных 7 человек были учащимися или студентами, 17 — пенсионерами, 18 были неактивными по другим причинам.

## Достопримечательности
- Романская церковь XI века, исторический памятник
- Замок Экс, памятник архитектуры